# Miller & Maranta
Miller & Maranta ist ein Schweizer Architekturbüro mit Sitz in Basel. Es wurde von den Architekten Quintus Miller und Paola Maranta gegründet. Die beiden kamen während des Architekturstudiums an der ETH Zürich im Entwurfsatelier von Professor Fabio Reinhart und Oberassistent Miroslav Šik mit der von Aldo Rossi geprägten Analogen Architektur in Berührung. Nach verschiedenen gemeinsamen Projekten ab 1989 kam es 1990 zur Gründung des heutigen Büros. Seit 2013 ist Jean-Luc von Aarburg Partner des Büros.

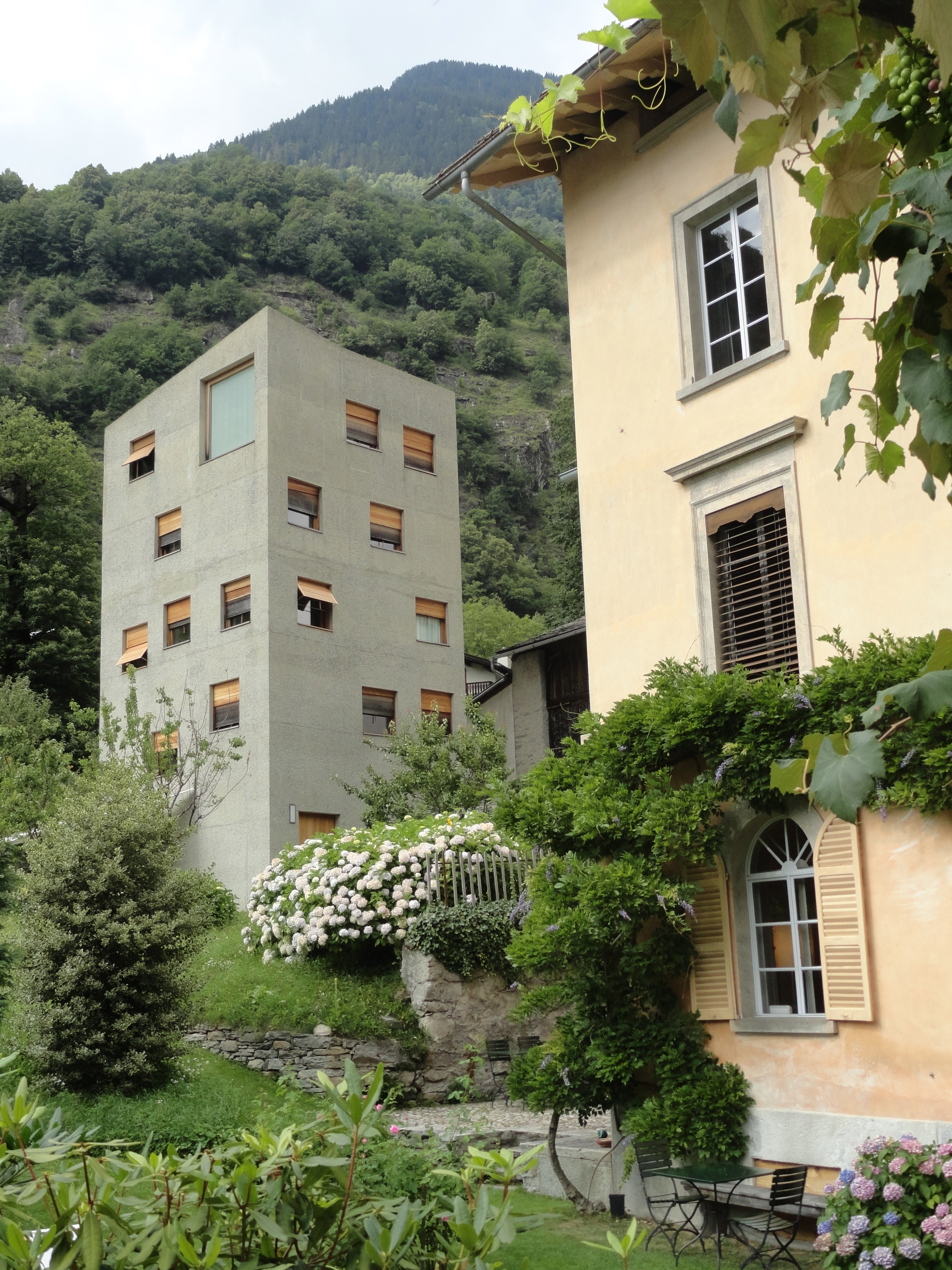
Villa Garbald und «Roccolo», Castasegna

## Partner
Quintus Miller (* 1961 in Aarau) erlangte 1987 sein Architekturdiplom an der ETH Zürich bei Fabio Reinhart und war zwischen 1990 und 1994 als Entwurfsassistent an der EPF Lausanne und der ETH Zürich tätig. Nach einer Gastprofessur an der EPF Lausanne von 2000 bis 2001 und der Accademia di Architettura der Università della Svizzera Italiana von 2007 bis 2008 war er bis 2010 Gastdozent an der ETH Zürich. Seit 2009 ist er ordentlicher Professor für Architektur an der Accademia di Architettura der Università della Svizzera italiana in Mendrisio. Quintus Miller war von 2004 bis 2008 Mitglied der Stadtbaukommission der Stadt Luzern. Er ist seit 2005 Mitglied der Denkmalpflegekommission der Stadt Zürich und seit 2011 des Denkmalrates des Kantons Basel-Stadt.
Paola Maranta (* 1959 in Chur) studierte Architektur an der EPF Lausanne und der ETH Zürich, wo sie ihr Studium 1986 abschloss. Nach der Absolvierung des Master of Business Administration Studiengangs am IMD Lausanne war sie von 1990 bis 1994 zuerst Unternehmensberaterin bei McKinsey & Company, 1994 folgte dann die Gründung des gemeinsamen Architekturbüros. Sie war ebenfalls Gastprofessorin an der EPF Lausanne und der Accademia di Architettura der Università della Svizzera Italiana sowie Gastdozentin an der ETH Zürich. Paola Maranta war von 2001 bis 2005 Mitglied der Stadtbildkommission des Kantons Basel-Stadt und ist seit 2003 Mitglied der Ortsbildkommission von Riehen. 2007 und 2010 saß Maranta in der Jury des Architektur- und Ingenieurpreis erdbebensicheres Bauen.
Jean-Luc von Aarburg (* 1975 in Liestal) studierte an der EPF Lausanne, der TU Delft und an der ETH Zürich Architektur, wo er das Studium 2001 mit dem Diplom abschloss. Seit 2001 ist er Mitarbeiter bei Miller & Maranta, ab 2007 als Mitglied der Geschäftsleitung und ab 2013 als Partner. Im Studienjahr 2009–2010 war er an der ETH Zürich Co-Dozent der Gastdozentur Miller & Maranta.

## Bauten
- 1989–1990: Fussgängerpasserelle Werdenberg, Sevelen
- 1996–2000: Voltaschulhaus, Basel
- 1996–2002: Markthalle Färberplatz, Aarau
- seit 1995:Umbauten und Erweiterungen am Hotel Waldhaus, Sils-Maria
- 1999–2004: Gesamtsanierung Kunsthalle Basel
- 2001–2004: Wohngebäude Schwarzpark, Basel
- 2001–2004: Restaurierung und Erweiterung Villa Garbald, Castasegna
- 2004–2006: Seniorenresidenz Spirgarten, Zürich-Altstetten
- 2005–2009: Welnessbad, Samedan mit Ingenieur Jürg Buchli
- 2005–2009: Altes Hospiz, St. Gotthard
- 2005–2013: Wohnüberbauung und Hammam im Patumbah-Park, Zürich
- 2010–2013: Umbau der Jacobs-Häuser, Zürich
- 2011–2015: Wohnhäuser Sempacherstrasse, Basel
- 2011–2016: Büro- und Galeriehaus, Berlin
- 2013–2018: Kindergarten Paradiesstrasse, Riehen
- 2020: Baloise Hochhaus, Basel[7]
- 2021: Erweiterung Gletschergarten Luzern

## Auszeichnungen und Preise
- 2000: Bronzener Hase in der Kategorie Architektur für das Voltaschulhaus, Basel
- 2001: Architekturpreis Beton 01 für das Voltaschulhaus, Basel
- 2002: Preis des Aargauer Heimatschutzes für die Markthalle Färberplatz, Aarau
- 2003: Auszeichnung Guter Bauten Basel für das Voltaschulhaus, Basel
- 2004: Preis des Basler Heimatschutzes für das Wohngebäude Schwarzpark, Basel
- 2004: Goldener Hase in der Kategorie Architektur für das Projekt Villa Garbald, Castasegna
- 2005: Architekturpreis Beton 05 für das Projekt Villa Garbald, Castasegna
- 2007: contractworld.award 2007, Sonderauszeichnung Kategorie Bildung für das Projekt Villa Garbald, Castasegna
- 2010: Silberner Hase in der Kategorie Architektur für das Alte Hospiz, St. Gotthard
- 2012: Ehrenmitgliedschaft des Royal Institute of British Architects, London
- 2012: Silberner Hase in der Kategorie Architektur für das Projekt Wohnüberbauung im Patumbah-Park, Zürich
- 2013: Auszeichnung für gute Bauten Graubünden (3 Mal)
- 2013: Architekturpreis Beton für das Projekt Wohnüberbauung im Patumbah-Park, Zürich
- 2013: Prix Meret Oppenheim
- 2018: Heinrich-Tessenow-Medaille

## Ausstellungen
- 1997: Architekturmuseum Basel, Junge Basler Architekten, Gruppenausstellung
- 1997: Galerie Schaufenster, Basel, Stadtgeschichten
- 1997: Art Basel, Eidgenössischer Wettbewerb für Freie Kunst, Gruppenausstellung
- 2004: Eidgenössische Technische Hochschule Zürich, Villa Garbald. Gottfried Semper – Miller & Maranta
- 2004: RIBA Gallery, London, Swiss Made, Gruppenausstellung
- 2006: aut. architektur und tirol, Innsbruck, Werkschau Miller & Maranta
- 2006: Gelbes Haus Flims/Eidgenössische Technische Hochschule Zürich, Werdende Wahrzeichen, Gruppenausstellung
- 2006: Centre culturel Suisse, Paris, L’Architecture contemporaine en Suisse, Gruppenausstellung
- 2008: Architektur Forum Zürich, Schweiz, Carte Blanche V: Miller & Maranta
- 2012: Biennale di Venezia, And Now the Ensemble!!!, Ausstellung im Schweizer Pavillon mit Miroslav Šik und Knapkiewicz & Fickert Architekten
- 2015: Architektur Galerie Berlin, Veduten
- 2017: Accademia di Architettura, Mendrisio

## Ehemalige Mitarbeiter
- 1994–1997: Andreas Bründler
- Camilla Pisani
- 2011–2013: Charlotte Truwant